# Gmina Blace
Gmina Blace (serb. Opština Blace / Општина Блаце) – gmina w Serbii, w okręgu toplickim. W 2018 roku liczyła 10 509 mieszkańców.